# CATOBAR
CATOBAR (acronyme de l'anglais Catapult Assisted Take-Off But (ou Barrier) Arrested Recovery) est une configuration de pont d'envol de porte-avions pour le catapultage et l'appontage horizontal d'aéronefs. Dans cette configuration, l'avion est assisté d'une catapulte qui le projette à grande vitesse pour le décollage et se sert de brins d'arrêt présents sur le pont pour l'appontage. Les porte-avions équipés de cette configuration disposent de pistes obliques pouvant assurer le décollage et l'appontage d'appareils simultanément sur le pont d'envol.

## Description
En configuration CATOBAR, le pont d’envol des porte-avions est aménagé avec des pistes obliques équipées de catapultes pour le décollage et de brins d’arrêts pour l’atterrissage. Les aéronefs évoluant sur ce type de porte-avions sont spécialement renforcés et équipés d'une crosse d'appontage.Ces avantages augmentent l’autonomie et les capacités opérationnelles du parc aérien et contribuent à rendre la configuration CATOBAR plus performante que les autres,(STOBAR et STOVL), sur les porte-avions .

### Décollage avec catapultes

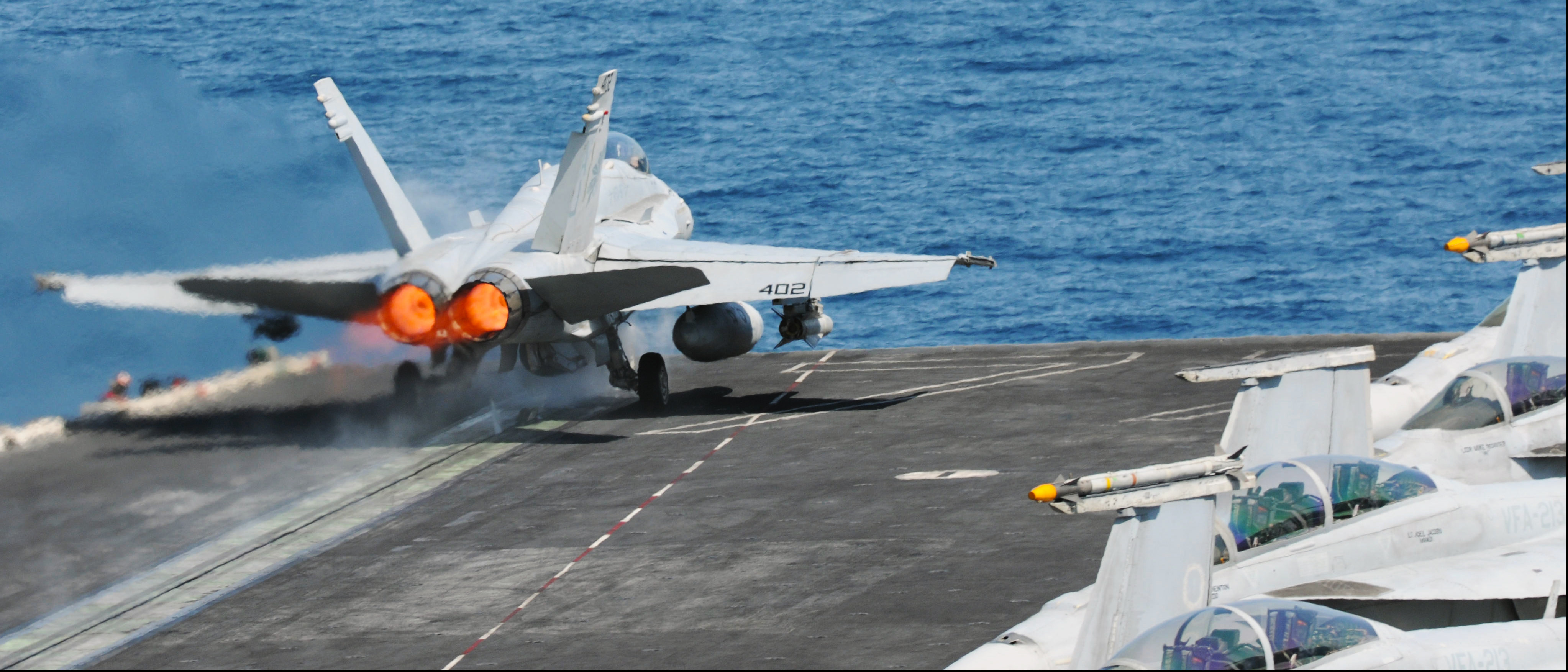
F/A-18C Hornet propulsé par une catapulte lors d'un décollage sur le porte-avions.

Le décollage est effectué à l’aide d’une catapulte qui assiste la propulsion de l’avion lors de la phase d’accélération. L'utilisation de catapultes permet de mettre en œuvre des chasseurs embarquant plus de carburant et d'armement, ce qui augmente leur capacité opérationnelle .Les catapultes permettent aussi d'embarquer des appareils qui ne pourraient décoller par leurs propres moyens sur des pistes aussi courtes, comme des aéronefs turbopropulsés,.Les contraintes dues aux conditions météorologiques et la force des vents sont moins importantes pour les décollages horizontaux réalisés avec catapultes.

### Appontage avec brins d'arrêt

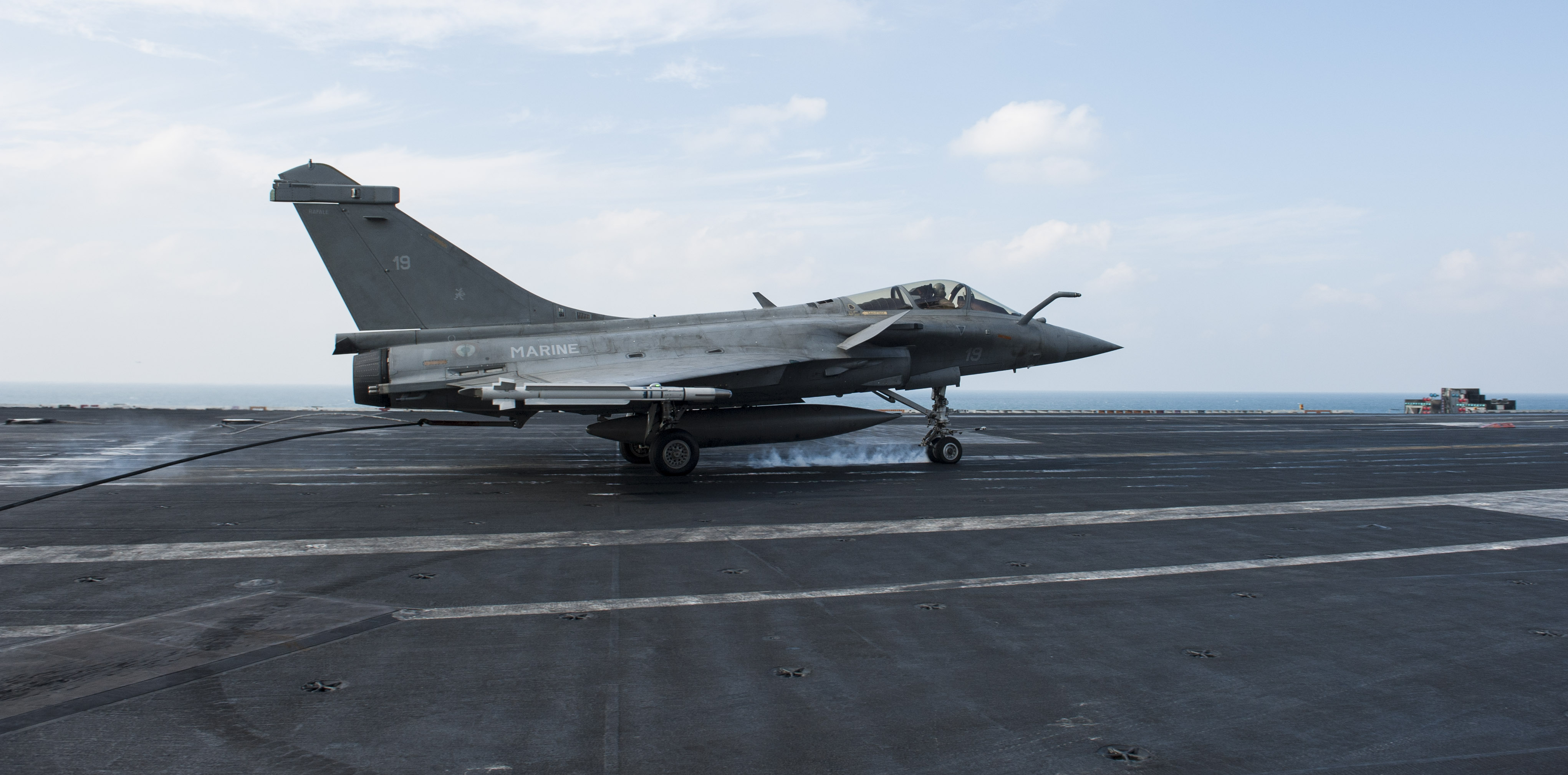
Rafale F-1 avec crosse d'appontage déployée, freiné par un brin d'arrêt sur le porte-avions.

L'appontage est obtenu en freinant l'avion grâce à sa crosse d'appontage qui accroche un des brins d'arrêts disposés sur le pont du navire ,en cas d'échec ou d'avion endommagé ,une barrière d'arrêt est déployée. Ce système de récupération des avions permet de diminuer la distance d'arrêt à seulement une dizaine de mètres.

## Types
Le système de catapulte utilisé sur les porte-avions CATOBAR actuellement en service est la catapulte à vapeur. Son avantage est qu'elle peut fournir une importante puissance. Durant la Seconde Guerre mondiale, l'US Navy utilisait des catapultes hydrauliques.
La marine américaine est en train de développer un système de catapultage à l'aide d'un moteur électrique linéaire appelé EMALS, mis en œuvre sur le porte-avion nucléaire USS Gerald R. Ford.

## Utilisateurs
Depuis que la marine brésilienne a annoncé le désarmement du porte-avion NAe São Paulo (ex-Foch) en 2017, seules deux nations sont capables, en 2022, de catapulter des avions. Il s'agit des États-Unis avec les porte-avions de classe Nimitz et la France avec le Charles de Gaulle. Les nouveaux porte-avions américains appartenant à la classe Gerald R. Ford, utilisent le système CATOBAR, mais avec une catapulte électromagnétique (EMALS) à la place d'une catapulte à vapeur .

## Utilisateurs potentiels
Les médias chinois annoncent au lancement du porte-avion Fujian (18) que celui-ci est équipé d’un système de catapultes CATOBAR électromagnétique (EMALS).